# P2RY1
P2RY1 (англ. Purinergic receptor P2Y1) – білок, який кодується однойменним геном, розташованим у людей на короткому плечі 3-ї хромосоми.  Довжина поліпептидного ланцюга білка становить 373 амінокислот, а молекулярна маса — 42 072.
| 10         |  | 20         |  | 30         |  | 40         |  | 50         |
| ---------- |  | ---------- |  | ---------- |  | ---------- |  | ---------- |
| MTEVLWPAVP |  | NGTDAAFLAG |  | PGSSWGNSTV |  | ASTAAVSSSF |  | KCALTKTGFQ |
| FYYLPAVYIL |  | VFIIGFLGNS |  | VAIWMFVFHM |  | KPWSGISVYM |  | FNLALADFLY |
| VLTLPALIFY |  | YFNKTDWIFG |  | DAMCKLQRFI |  | FHVNLYGSIL |  | FLTCISAHRY |
| SGVVYPLKSL |  | GRLKKKNAIC |  | ISVLVWLIVV |  | VAISPILFYS |  | GTGVRKNKTI |
| TCYDTTSDEY |  | LRSYFIYSMC |  | TTVAMFCVPL |  | VLILGCYGLI |  | VRALIYKDLD |
| NSPLRRKSIY |  | LVIIVLTVFA |  | VSYIPFHVMK |  | TMNLRARLDF |  | QTPAMCAFND |
| RVYATYQVTR |  | GLASLNSCVD |  | PILYFLAGDT |  | FRRRLSRATR |  | KASRRSEANL |
| QSKSEDMTLN |  | ILPEFKQNGD |  | TSL        |  |            |  |            |

A: Аланін

C: Цистеїн

D: Аспарагінова кислота

E: Глутамінова кислота

F: Фенілаланін

G: Гліцин

H: Гістидин

I: Ізолейцин

K: Лізин

L: Лейцин

M: Метіонін

N: Аспарагін

P: Пролін

Q: Глутамін

R: Аргінін

S: Серин

T: Треонін

V: Валін

W: Триптофан

Кодований геном білок за функціями належить до рецепторів, g-білокспряжених рецепторів, білків внутрішньоклітинного сигналінгу. 
Задіяний у таких біологічних процесах як зсідання крові, гемостаз. 
Локалізований у клітинній мембрані, мембрані.